# 彰96線
彰96線(田中～復興) ，是位於彰化縣田中鎮的一條鄉道，西起斗中路一段、中正路交叉路口，東至山腳路三段、四段交界路口，全長1.936公里。

## 路線說明
- 田中鎮：田中（起點，斗中路一段、中正路交叉路口）→斗中路一段→復興路→復興（終點，山腳路三段、四段交界路口）

## 交會公路
- 中正路
- 新生街
- 東閔路二段
- 山腳路三段、四段